# Bistum Vác
Das Bistum Vác (deutsch Waitzen, lateinisch Dioecesis Vaciensis, ungarisch Váci egyházmegye) ist ein römisch-katholisches Bistum in Ungarn mit Sitz in Vác. Es ist seit 1993 als Suffragan dem Erzbistum Eger unterstellt.

## Geschichte
Das Bistum Vác wurde 1004 errichtet und war eines der ersten zehn Bistümer, die Ungarns König Stephan I. im 11. Jahrhundert gründete. Der erste Bischof, Sankt Bystrík, wurde 1008 eingesetzt.

## Kathedrale
Die heutige Kathedrale von Vác ist bereits die fünfte Bischofskirche seit Gründung des Bistums im 11. Jahrhundert. Bischof Christoph Anton von Migazzi ließ die Kirche nach 1762 im französischen klassizistisch-spätbarocken Stil erbauen. Das Altarbild zeigt die Begegnung Mariens mit ihrer Verwandten Elisabeth, der Mutter Johannes des Täufers (Mariä Heimsuchung). Die Kuppel zeigt eine Darstellung der Allerheiligsten Dreifaltigkeit. Beide Werke schuf der Maler Franz Anton Maulbertsch (1724–1796). In der Krypta des Doms befinden sich die Grabstätten der Bischöfe und des Domkapitels.